# Casa Coris del Doctor Pascual
Casa Coris del Doctor Pascual és una obra del municipi de Llagostera (Gironès) inclosa en l'Inventari del Patrimoni Arquitectònic de Catalunya. És un edifici de planta quadrada que ocupa una cantonada. Parets portants, i coberta plana. L'habitacle es desenvolupa en un dues plantes comunicades per una escala situada en un lateral de la planta. Del conjunt sobresurt una torre que comunica amb el terrat. Les façanes són arrebossades amb una composició simètrica de forats. Els elements ornamentals utilitzats són principalment: guardapols amb mènsules i acroteris. També hi ha una cornisa volada i un fris semicircular que remarca la simetria existent. Els elements decoratius d'estil romàntic són de terra cuita.

## Història
És un dels casals urbans unifamiliars del segle passat més important de Llagostera. Ofereix una interessant perspectiva com a final del passeig Pompeu Fabra. Des de la construcció ha estat residència de la família Pascual.